# Campionato scozzese di calcio a 5
Il Campionato scozzese di calcio a 5 è la massima competizione scozzese di calcio a 5 organizzata dalla Scottish Football Association.
Il campionato nazionale ha avuto una storia travagliata ed ancora non ha trovato una sua dimensione definitiva. Il nucleo più forte di praticanti di calcio a 5 si trova nell'area di Perth dove la federazione scozzese patrocina un campionato dalla stagione 2006/2007 che si è sviluppato sino ad avere tre categorie (Premier League, First Division e Second Division) e che ha visto dominare la formazione del Fair City Santos, vincitore delle due edizioni sin qui svolte.
A livello nazionale, il campionato si è svolto con girone unico nel 2005/2006 quando il Fair City ha ufficialmente guadagnato il diritto a giocare la UEFA Futsal Cup. Tuttavia i playoff nazionali previsti al termine di ogni stagione a partire da quella successiva non si sono mai svolti.

## Albo d'oro
| Stagione  | Campionato       | Coppa            |
| --------- | ---------------- | ---------------- |
| 2005-2006 | Fair City Santos | Non disputata    |
| 2006-2007 | Fair City Santos | Non disputata    |
| 2007-2008 | Fair City Santos | Non disputata    |
| 2008-2009 | Fair City Santos | Non disputata    |
| 2009-2010 | PYF Saltires     | Non disputata    |
| 2010-2011 | Non disputato    | Non disputata    |
| 2011-2012 | Fair City Santos | Non disputata    |
| 2012-2013 | PYF Saltires     | Non disputata    |
| 2013-2014 | PYF Saltires     | Non disputata    |
| 2014-2015 | Fair City Santos | Non disputata    |
| 2015-2016 | Wattcell         | Fair City Santos |
| 2016-2017 | TMT              | Wattcell         |
| 2017-2018 | Wattcell         | PYF Saltires     |
| 2018-2019 | PYF Saltires     | PYF Saltires     |
| 2019-2020 | PYF Saltires     | ?                |
| 2020-2021 | ?                | ?                |
| 2021-2022 | PYF Saltires     | ?                |

## Vittorie per club

### Campionato
| Titoli | Squadra          | Anni                               |
| ------ | ---------------- | ---------------------------------- |
| 6      | Fair City Santos | 2006, 2007, 2008, 2009, 2012, 2015 |
| 6      | PYF Saltires     | 2010, 2013, 2014, 2019, 2020, 2022 |
| 2      | Wattcell         | 2016, 2018                         |
| 1      | TMT              | 2017                               |

### Coppa
| Titoli | Squadra          | Anni       |
| ------ | ---------------- | ---------- |
| 2      | PYF Saltires     | 2018, 2019 |
| 1      | Fair City Santos | 2016       |
| 1      | Wattcell         | 2017       |